# Ammoulianí
Ammoulianí (Ammouliani) är en ort i Grekland.   Den ligger i prefekturen Chalkidike och regionen Mellersta Makedonien, i den nordöstra delen av landet, 260 km norr om huvudstaden Aten. Ammoulianí ligger 18 meter över havet och antalet invånare är 529. Den ligger på ön Nisída Ammoulianí.
Terrängen runt Ammoulianí är platt söderut, men åt nordost är den kuperad. Havet är nära Ammoulianí åt sydväst.  Närmaste större samhälle är Ierissos, 8,2 km nordväst om Ammoulianí. 